# ジョニー・ケイジ
ジョニー・ケイジ（Johnny Cage）はミッドウェイゲームズとNetherRealm Studiosの対戦型格闘ゲーム『モータルコンバット』シリーズに登場する架空の人物。本名はジョン・カールトン（John Carlton）。
映画スターであり、名だたる拳法家から奥義を学んだ類稀なる格闘センスの持ち主。様々な脅威から人間界（Earthrealm）を防衛する主要なヒーローの1人であり、典型的なコミックリリーフとして描かれている。リブート版の時間軸では、特殊部隊（Special Forces）の将校ソニア・ブレイドに懸想をしており、後に結婚し、キャシーという娘をもうけた。このキャラクターはジャン＝クロード・ヴァン・ダムにインスパイアされており、特に1988年の映画『ブラッド・スポーツ』に登場するヴァンダム扮するフランク・デュークスに影響を受けている。
ゲーム以外の様々なメディアミックス作品にも登場しており、シリーズの代表的キャラクターの1人である。シリーズでの役割、展開、ゲーム上の特徴、フェイタリティなどは概ね好評を博している。また、本シリーズ以外にもAndroidとiOS向けのゲーム「WWE Immortals」にゲスト登場している。

## キャスト
演
- ダニエル・ペシーナ（『Mortal Kombat』『Mortal Kombat II』）
- クリス・アレクサンダー（『Mortal Kombat Trilogy』）
- リンデン・アシュビー（映画『モータル・コンバット』）
- クリス・コンラッド（映画『モータルコンバット2』）
- マット・マリンズ（短編映画『Mortal Kombat: Rebirth』、Webシリーズ『Mortal Kombat: Legacy』）
- キャスパー・ヴァン・ディーン（Webシリーズ『Mortal Kombat: Legacy II』）
- デイン・リース (映画『モータルコンバット（2021年）』)

担当声優
- ジェフ・ベネット (アニメーション作品『Mortal Kombat: The Journey Begins』)
- エド・ブーン（『Mortal Kombat 4』）
- マット・チャップマン（『Mortal Kombat: Shaolin Monks』
- ジェフ・ピルソン（『Mortal Kombat（2011年）』）
- Andrew Bowen (2015年以降)
- リンデン・アシュビー（『Mortal Kombat 11』)
- ジョエル・マクヘイル（2020年以降の映像作品)

モーションキャプチャー
- Robert Gatson（『Mortal Kombat 4』）
- コリン・ライアン（『Mortal Kombat 11』）

## 登場作品

### ゲーム
Mortal Kombat
武道家にして映画俳優であるケイジは出演作でSFXに頼っていないことを証明するために少林寺の大会に出場した 。また、ケイジは他のキャラクターと過去の接点を持たない唯一のキャラクターである。彼はソーサラーのシャン・ツンに騙され、自分の技術が本物であることを証明し、市場性を高めると信じ、トーナメントに参加した。しかし、大会に参加した彼はライデンから真実を告げられ、人間界の戦士と協力することになる。
Mortal Kombat II
モータルコンバットのチャンピオンのリュウ・カンに続いて異世界の外界（Outworld）に赴く。第2回目の大会に参加し、他の格闘家と協力して外界の邪悪な皇帝シャオ・カーンから人間界を守ることに成功する。エンディングでは、ケイジは自身が出演する最新作の撮影現場から一度姿を消したが、その後再び現れた。彼は戦士としての知識と経験を発揮し、外界の脅威を終わらせたヒーローとして尊敬の念を集めた。そして、大ヒット映画『Mortal Kombat』の続編のインスピレーションを得る。「MKII」が公開されると瞬く間に史上最高の映画として賞賛を集め、ヒット作となり、ケイジは「MKIII」も待ったなしだと思ったという。
Mortal Kombat Trilogy
人間界の侵略中にシャオカーンの軍勢に殺されるが人間界と外界の合併により死後の世界への道が閉ざされたため、魂を蘇らせて、シャオ・カーンを倒すために仲間に協力する。その後、天へと召された。
Mortal Kombat 4
ライデンに要請して復活を遂げ、今回は堕落した元神シノック率いる勢力を倒すために戦うことになった。
Mortal Kombat: Deadly Alliance
自分の死と復活を題材にした映画「The Death of Johnny Cage」を撮影するが、自分のキャラクター設定に納得がいかず、ライデンから外界での任務のために呼び出された際、速やかに製作現場から逃げ出した。 しかし、竜王オナガの復活を企むDeadly Allianceの計画を阻止しようとしたため、仲間の戦士たちとともに殺害された。「Mortal Kombat: Deception』では、初めて使用不可能となり、人間界の戦士たちとともにオナガに復活させられ、彼の奴隷として使役されている。 が、洗脳を解かれた忍者アーマックと、精神体となったリュウ・カンによってマインドコントロールから解放された。
Mortal Kombat: Armageddon
人類の運命を決める最終トーナメントに参加し、当時のシリーズの全プレイアブルキャラクターとともに復帰した。17人しかいない公式のバイオグラフィを与えられたキャラクターの1人でもある。シノックの幻影を見るようになり、シャオ・カーンの帝国を乗っ取ろうと企む彼をシャン・ツンの島まで追い詰めた後、人間界の事実上のリーダーとなる。 エデニアのアルガスのピラミッドで行われたバトルロイヤルで他の戦士とともに殺され、3度目の死を迎えた。エンディングではブレイズを倒したことで神々の力を得て、比類無き強さと熟練の技を物にした。少林寺の師匠の助けを借り、世俗の栄光を捨てて悟りを開いた。
Mortal Kombat（2011年）
ケイジの特殊能力の説明として「神のために戦士を育てた古（地中海）の教団の末裔」であるという設定が追加された。アルマゲドンの発生と終戦後の惨状がストーリーの導入で描かれており、死体に混じって彼の頭部が見える。そしてストーリーは少林寺の大会まで遡り、うぬぼれ屋でおしゃべりな武道家ジョニー・ケイジは宣伝のために大会に参加し、特殊部隊の中尉ソニア・ブレイドとたびたびイチャついていた。外界の戦士レプタイル とバラカを破り、当初は大会を単なる冗談とみなしており、外界の戦士の異形の姿は全て特殊メイクであると考えていた。しかし、ライデンから外界が勝利した場合のシナリオを知らされ、彼が選んだ戦士たちとともに戦うよう説得される。。その後、人間界の暗殺者サイラックスとの試合で敗れ、第2回目の大会ではアーマックに敗退。ニューヨークに外界の軍勢が来襲し、モタローとの交戦時にライデンに救われている。 シャオ・カーンが人間界への侵攻を開始し、彼の妻である女王シンデルが残りの仲間を虐殺した後、ケイジとソニアは最後の生き残りとなった。
Mortal Kombat X
前作から2年後、ケイジはシノックからソニアを救出しようとした際に自分の特殊能力に気づき、ライデンと協力してシノックを「アミュレット」の中に幽閉した。ソニアと結婚し、キャシーという娘をもうけるが、彼女が職務を優先したこともあって離婚。親権はケイジに移った。それから25年後、ケイジはソニアが指揮官を務める特殊部隊の一員となる。 信奉者たちの助けを借りてアミュレットから解放されたシノックは、ケイジを誘拐し、人間界の生命力の源を汚染した。キャシーはシノックを倒して父親を救出し、ケイジ一家は再開を果たした。
Mortal Kombat 11
さらに2年後、特殊部隊を率いて「ネザーレルム（Netherrealm）」を襲撃したソニアが殉職し、ケイジとキャシーは悲嘆に暮れていた。時の番人クロニカがライデンを歴史から排除するべく時間の異常を発生させた結果、過去のケイジとソニアが現在に現れた。過去の自分がソニアの周りで横柄な態度をとり、迷惑をかけていることに嫌悪感を抱いた現在のケイジは、彼の態度を改善するために行動を共にする。シンジケートの黒龍会（Black Dragon）やサイバー・リン・クエイ（Cyber Lin Kuei）の戦士たちから特殊部隊の基地を守ることに成功するが、戦いで負傷。 その頃、過去のケイジとソニアは誘拐され、黒龍会の娯楽のために2人で殴り合うことを強制されていた。キャシーは特殊部隊を率いて彼らを救出し、過去のケイジは未来の自分のようになりたいと思い始めていた。DLCストーリー「Aftermath」において、過去のケイジは人間界と外界の連合を組んでクロニカの砦を襲撃しようと試みたが、シャオ・カーンとシンデルの奇襲を受け、自身と家族は囚われの身となる。

### メディアミックス作品
Mortal Kombat: The Journey Begins
本作は、1995年の長編映画の4ヶ月前に公開された前日譚を描いたアニメーション作品で、ケイジ（声: ジェフ・ベネット ）はソニアとリュウ・カンとともにシャン・ツンの島に向かい、ライデンは彼らにモータルコンバットのトーナメントの起源と彼らが直面する危険について伝えていた。
モータル・コンバット（1995年）
ジョニー・ケイジはリュウ・カン、ソニアとともにライデンに選ばれた戦士の1人であり、シャン・ツンがケイジの師匠になりすまして参加させ、自分が正当な戦士であることをトーナメントで証明しようとした。また、スコーピオンとゴローを撃破している。ケイジを演じたのはリンデン・アシュビーで、彼はこの役を演じる前に武術の練習をしていた。後に『MK11』では、アシュビーが声とモデルを担当したケイジのDLCスキンが配信されている。
モータルコンバット2（1997年）
前作でケイジを演じたアシュビーには続投せず、代わりにクリス・コンラッドが起用された。映画冒頭のシャオ・カーンの人間界侵攻の際、人質になったソニアを助けようとしたがカーンに殺害されている。1作目のスタント振付師であったパット・E・ジョンソンは2作目のプロデューサーに、アシュビーの後任としてコンラッドを推薦している。
Mortal Kombat: Rebirth
2010年にケヴィン・タンチャローエン監督が手掛けた短編映画である本作では、格闘家のマット・マリンズがケイジを演じた。ケイジは冴えないアクションスターで、警察官のジャクソン・ブリッグスの下で潜入捜査を行うが、バラカとの闘いで命を落とす。
Mortal Kombat: Legacy
前作「Rebirth」に出演したマリンズが1エピソードで再演し、ケイジの設定はパワーレンジャーに出演していた失業中のテレビ俳優に変更されている。凋落したキャリアを復活させようと、犯罪者たちを叩きのめす自警主義をテーマにしたリアリティ番組のパイロット版を売り込むが、2人のエグゼクティブ・プロデューサーから拒否される。他の俳優に新番組を提案しているときに、プロデューサーの1人が自分のアイデアを盗用していることを耳にしたケイジは、警備員2人とそのプロデューサーに対して暴行を加えた。この一件で彼の俳優生命は絶たれると思いきや、直後現れたシャン・ツンに「モータルコンバット」の世界に招待された。2013年の第2シーズンではマリンズに代わってキャスパー・ヴァン・ディーンが10話中4話に出演した。前シーズンのシャン・ツンの提案を拒否し、ライデンの戦士たちとともにトーナメントに参加することを渋々承諾したケイジは、戦場でミレーナに敗れるが、殺されそうになる前にキタナに命を救われた。最終話では、彼とストライカーは、人間界を裏切って外界に与していたリュウ・カンに襲撃されている。ヴァン・ディーンは2013年のMTVのインタビューで、自身のキャリアをケイジと比較している。
Mortal Kombat Legends: Scorpion's Revenge
主要人物として登場し、声優はジョエル・マクヘイルが務め、「Mortal Kombat Legends: Battle of the Realms」で続投している。
モータルコンバット（2021年）
本作には登場しないが、プロデューサーのトッド・ガーナーはColliderにて『モータルコンバット』の世界にはジョニー・ケイジが存在することを明かし、彼を中心に据えたスタンドアローン映画の公開を予告した。映画終盤のポスターにケイジの腰から下が映っている（演 : デイン・リース）。元々のエンディングでは、コール・ヤングとソニア・ブレイドがスタジオの駐車場に車を停め、ケイジに会いに行くシーンの挿入を予定していたが、当時はCOVID-19のパンデミックが発生した時期で撮影が困難だったため、当該シーンは削除された。ソニア・ブレイド役のジェシカ・マクナミーは、仮に続編が製作されたらジョニーとキャシー・ケイジの関係を深く掘り下げることに興味を示している。
コミック版
1994年から1995年にかけてマリブ・コミックに連載されたコミック版「モータルコンバット」において、ケイジが初めて初代「MK」のキャラクターと共演したのは、1994年に6回にわたって連載された連続シリーズ「Blood & Thunder」である。シャン・ツンが少林寺の大会を主宰するというゲームのストーリーが踏襲されている。 「MKII」で登場した新キャラクターに主に焦点を当てた1995年の連続シリーズ「Battlewave」では、俳優業を再開していたが、その後ゴローの攻撃の目的を調査するためにジャックスとともに外界へ旅立つことになる。本シリーズでは、ケイジのボディーガードであるボー（Bo）というオリジナルキャラクターが登場する。DCコミックスで連載された連続シリーズ「Mortal Kombat X」の2015年12号では脇役として登場し、8号ではソニアとの関係の背景が描かれている。

## デザインとゲーム上の特徴
ジョン・トビアスが手掛けた原案のスケッチでは、「Michael Grimm（マイケル・グリム）」と名付けられており、「現在の興行収益ナンバーワンのスターで、『Dragon's Fist』『Dragon's Fist II』や受賞作『Sudden Violence』などの映画が代表作」という設定が記載されていた。 後にトビアスはこれらの作品を「R指定された安っぽい1980年代の格闘技映画だ」とコメントした。
ミッドウェイゲームズは、1988年に公開されたヴァンダムの映画「ブラッドスポーツ」をモデルにした格闘ゲームのために、格闘家・俳優のジャン＝クロード・ヴァン・ダムの出演契約を望んでいた。同社は、ヴァン・ダムの映像をデジタル背景に挿入した短いデモリールを制作し、彼をプロジェクトに参加してもらうために説得しようとしたが、失敗に終わっている。 後にタイトルが『Mortal Kombat』に決まった際、マイケル・グリムのキャラクターはヴァン・ダムをモデルにしたものとして残されており、「ジョニー・ケイジ」と改名された。「ブラッドスポーツ」でヴァン・ダムが披露した股割りの体制から繰り出されるパンチは、ケイジの特殊技の1つである股割りから金的攻撃を行う技のベースとなっている。初代「MK」と1993年の続編「Mortal Kombat II」でケイジを演じた格闘家のダニエル・ペシーナによると、このキャラクターはさらにコミックシリーズPower Man and Iron Fistのダニエル・ランドをモデルにしているという。
本名のジョン・カールトン（John Carlton）は、ミッドウェイのアーティスト兼プログラマーで、アーケードゲーム「NBAジャム」シリーズを手掛けたジョン・カールトンに由来する。ケイジはモータルコンバットで最初に作られたキャラクターであり、初代「MK」のテスト用のプロトタイプ版では、ケイジしかキャラクターが用意されていなかった。1995年のElectronic Gaming Monthlyのインタビューでトビアスは、ケイジの相手の頭部をアッパーではね飛ばすフェイタリティは最後に作られたもので、当初は単に相手を画面の向こうに投げ飛ばすつもりだったと語っている。2018年、ペシーナは自身がこのフィニッシャーを発明し、これは最初に作られたものだと主張した。1994年にミッドウェイと対立し訴訟を起こしたため、1996年の「Mortal Kombat Trilogy」ではペシーナの代役としてクリス・アレキサンダーがケイジ役に起用された。
ナルシシズムを持ったハリウッドスターであるケイジは、リュウ・カンやライデンといったシリアスなキャラクターとは対照的に、コミックリリーフとしての役割を担っている。リブート作品「Mortal Kombat」では、自身の名前のタトゥーを胸に入れている。「Mortal Kombat X」における主な役割は、俳優ではなく米軍特殊部隊のコンサルタントである。NetherRealm Studios （旧 : Midway Games）による同作のケイジのデザインは、彼が2011年のリブート作品以降、格闘技に真剣に取り組んでいるかどうかを定義しようとしたもので、「真面目かストイックか（"serious or stoic"）」と「おふざけが過ぎる（"too goofy"）」の間のバランスを見極めながら、彼の戦闘スタイルに合わせたタクティカルギアを装着させたという。「MKX」では、他のプレイアブルキャラクターと同様に3つのバリエーションが用意されている。Prima Gamesの解説ではゾーニングが有効とされている。

## 商品展開
アクションフィギュアがハズブロ、Toy Island、Jazwaressから発売されている。2011年、Advanced Graphicsから、ダンボール製の等身大パネルが発売された。2012年には、Syco Collectiblesからポリストーン製のスタチューが発売された。

## 批評
ケイジは様々なゲームメディア誌から「モータルコンバット」のトップキャラクターの1人として評価されており、シリーズを通して彼のフェイタリティは好評を博している。2008年、デストラクトイドのブラッド・ニコルソンは「格闘ゲーム史上最高のキャラクターだ（"easily the best character in a fighting game ever"）」と熱弁しており、ポーランドのゲーム雑誌Secret ServiceのMartin Góreckiは、1996年に格闘ゲームの男性キャラクターのランキングでストリートファイターシリーズのリュウに次ぐ、ケイジを2位にランク付けした。 しかし、Grantlandのシェイ・セラーノは2012年にケイジを「Mortal Kombat II」の12人のキャラクターの中でワースト2位に位置づけ、彼の技術が「ほぼ完全に彼自身のエゴに追い越されている（"overtaken almost entirely by his own ego."）」ことを理由に挙げた。2015年、Eurogamerのマディ・マイアーズは、「Mortal Kombat X」のレビューで、ケイジとソニアの「雪のように白い（"white-as-snow"）」関係がありえないと感じて疑問を呈していた。Slant Magazineのジャスティン・クラークは、「MKX」におけるケイジの生意気な態度はともかく、「年配の自己中心的なモンスターで、対人関係に頭を悩ませている（"older, self-serious dinosaurs wrestling with relevance"）」と評した。
ゲームシリーズやメディアミックス作品におけるケイジのキャラクター設定に対する批評家の評価は賛否が分かれていることが判明している。GameDailyのクリス・バッファは、「もしあなたがブラッド・ピットと結婚できなくても、「モータルコンバット」のジョニー・ケイジで気を紛らわせられるはずさ（"If you can't marry Brad Pitt, you can always settle for Mortal Kombat's Johnny Cage."）」と記載した。GamesRadar+は、ケイジをジャン＝クロード・ヴァン・ダムとニコラス・ケイジとロバート・ダウニー・Jrを合わせたような存在だと考えている。エルトン・ジョンはComplexに寄稿し、ケイジは「まさしくハリウッドの高給取りの嫌なヤツって感じだ（"embodies Hollywood's overpaid jerk persona perfectly,"）」と述べた 一方、Hanuman Welchは、ケイジを自信過剰と自己欺瞞の典型であり、「不愉快なドン・エド・ハーディーの集団の代弁者だ（"spokesperson of the obnoxious Ed Hardy crowd."）」と考えていた。GameSpotのMark Waltonは2011年のリブート作品におけるケイジを傲慢な性差別主義者だと罵倒している。 Washington Postは「Mortal Kombat 11」に関するレビューでは、過去のケイジと現在のケイジのやり取りを楽しみ、物語をより魅力的なものにする要素を持っているとした。Den of Geekのギャビン・ジャスパーは、1995年の映画でのリンデン・アシュビーの演技を、ケイジの性格を「完璧に表現している」と絶賛している。IGNのR. L. Shafferは、2011年の「Mortal Kombat: Legacy（第1シーズン）」において、元「パワーレンジャー」の俳優であるケイジの「非論理的なキャラクターアーク（"illogical character arc"）」について、ゲームにおけるケイジの役割と乖離していると感じており、批判の対象とした。 が、Fearnetのカール・リヨンは2013年の「Mortal Kombat: Legacy（第2シーズン）」のレビューで、キャスパー・ヴァン・ディーンが演じたことでケイジが「私たちがよく知っている愛すべきクソ野郎（"the loveable asshole we all know and love."）」になったと見解を示している。1995年映画におけるスコーピオンとの戦いでケイジが彼の頭蓋骨を切断するシーンは、ゲーム中の暴力描写に唯一忠実であると指摘された。